# Muzak (banda)
Muzak é um power trio de pós-punk e rock alternativo brasileiro. A banda foi formada em São Paulo, em 1984, pelos músicos Osmar Buono (vocal, baixo elétrico), Nivaldo Campopiano (guitarra), e Victor Leite (bateria). Posteriormente, o baterista Victor foi substituído pelo crítico musical Regis Tadeu. Recentemente, a participação do Regis Tadeu em programas de televisão aberta do Brasil gerou uma certa curiosidade do público sobre a banda, o que trouxe certa notoriedade ao grupo.

## Hitórico
A banda foi formada em 1984, tendo como influências bandas como Killing Joke, Gang of Four e Echo & The Bunnymen.
Em 1985, duas de suas músicas foram selecionadas para coletânea Não São Paulo: "Jovens Ateus" e "Ilha Urbana", esta última considerada o clássico da banda. Tal coletânea foi eleita um dos 20 melhores álbuns de Pós-punk brasileiro pelo site "medium.com".
Em 1986 lançaram um mini-LP homônimo (de seis músicas) pela EMI-Odeon.
Participaram em 2005 da coletânea inglesa "The Sexual Life of the Savages", bem como da coletânea alemã "Não Wave", ambas com a música "Ilha Urbana".
Em 2010, a música "Onde Estou", cuja autoria é de Ciro Pessoa e Nasi, foi regravada pelo Nasi no álbum “Nasi – Vivo Na Cena”. E em 2020, por Ciro Pessoa no álbum “Quem é Ciro Pessoa?”, último trabalho do artista com sua banda Flying Chair.

## Discografia
1986 - Muzak
- Lado A

01. Onde Estou? - 3:00

02. Pés No Vazio - 3:27

03. Rosto Humano - 2:42
- Lado B

04. Longe Demais - 2:40

05. Teu Coração - 2:34

06. Céu Escuro - 3:08

### Participações em coletâneas
| Ano  | Coletânea Musical                                                               | Coletânea Musical | Música(s) | Ref.          |
| Ano  | Título                                                                          | Selo              | Música(s) | Ref.          |
| ---- | ------------------------------------------------------------------------------- | ----------------- | --- | ------------- |
| 1985 | "Não São Paulo"                                                                 | Baratos Afins     | - Músicas "Jovens Ateus" e "Ilha Urbana" - Na re-edição do álbum, de 1996, foi incluída uma versão ao vivo da música "TV Morte" tocada pela banda | [ 7 ]         |
| 2001 | Para Sempre Pop Rock                                                            | EMI               | Onde Estou | [ 12 ]        |
| 2003 | Discoteca Básica: Pop Rock Nacional Dos Anos 80 - Vol. 1                        | EMI               | Longe Demais | [ 13 ]        |
| 2005 | "The Sexual Life Of The Savages - Underground Post-Punk From São Paulo, Brasil" | Soul Jazz Records | Ilha Urbana | [ 9 ] [ 14 ]  |
| 2005 | "Não Wave - Brazilian Post Punk 1982 - 1988"                                    | Man Recordings    | Ilha Urbana | [ 10 ] [ 14 ] |
| 2008 | EspectroS Post Punk / Dark Wave Brasil                                          |                   | Músicas "Pés No Vazio" e "Onde Estou" | [ 15 ]        |
| ?    | CD Rock Poster - 12 Bandas Que Marcaram Época                                   | Editora D+T Ltda‎  | Jovens Ateus | [ 16 ]        |